# Gully (Minnesota)
Gully es una ciudad ubicada en el condado de Polk en el estado estadounidense de Minnesota. En el Censo de 2010 tenía una población de 66 habitantes y una densidad poblacional de 97,26 personas por km².

## Geografía
Gully se encuentra ubicada en las coordenadas 47°46′6″N 95°37′22″O / 47.76833, -95.62278. Según la Oficina del Censo de los Estados Unidos, Gully tiene una superficie total de 0.68 km², de la cual 0.68 km² corresponden a tierra firme y (0%) 0 km² es agua.

## Demografía
Según el censo de 2010, había 66 personas residiendo en Gully. La densidad de población era de 97,26 hab./km². De los 66 habitantes, Gully estaba compuesto por el 100% blancos, el 0% eran afroamericanos, el 0% eran amerindios, el 0% eran asiáticos, el 0% eran isleños del Pacífico, el 0% eran de otras razas y el 0% pertenecían a dos o más razas. Del total de la población el 0% eran hispanos o latinos de cualquier raza.